# Mynda Guevara
Mynda Guevara (Lisboa, 1997) es una rapera portuguesa que canta sobre lo que implica ser mujer negra en el rap, un medio artístico dominado por hombres. Es una de las pocas mujeres de origen africano en participar en los grandes festivales de verano de Portugal. Su nombre artístico es Mynda Guevara. Se inspiró en el Che Guevara para crear su identidad  revolucionaria.

## Carrera
Hija de caboverdianos, nació y creció en la Cova da Moura, en el barrio de Amadora, en Lisboa.
Guevara estudió Marketing y Comunicación, pero su carrera se ha focalizado sobre todo en el rap. Comenzó haciendo los coros de otros artistas, y más adelante creó su propia música rapeando en criollo caboverdiano. Sus influencias provienen del hip hop, del rap interventivo y de artistas como Chullage, Valete, Beto Di Guetto y Halloween. Su primer trabajo fue grabado en el Kova M Studio, en Cova da Moura, Lisboa.
Lanzó su primer sencillo, Mudjer na Rap ("Mujer en el rap"), en 2014. Desde entonces, ha dado conciertos en diferentes espacios lisboetas como las Damas, Casa Independiente y O 36, además de formar parte de la programación del 13 aniversario de la sala de conciertos Musicbox, en Cais do Sodré.
El 28 de febrero de 2020, la rapera lanzó el sencillo Na nossa língua ("En nuestra lengua"), producido por FRXH BEATS. Fue su primer tema en portugués. El videoclip del sencillo fue realizado por Alfama Omnia Pro.

## Reconocimientos
Guevara estuvo presente en el encuentro RAPensando las Ciencias Sociales y la Política, en Coímbra, en 2017, para hablar sobre los desafíos de ser mujer en el circuito del rap y es una de las mujeres retratadas en el documental Mujeres de mi País, de la realizadora portuguesa Raquel Freire.

## Obra
- 2015, Mudjer na Rap, EP, FRXH Beats.[1][9]